# Bogusława Orzechowska (dyrygent)
Bogusława Orzechowska – polska dyrygent, dr hab., profesor Katedry Chóralistyki i Prowadzenia Zespołów Wydziału Edukacji Muzycznej, Chóralistyki i Muzyki Kościelnej Akademii Muzycznej im. Karola Lipińskiego we Wrocławiu.

## Życiorys
Studiowała w Akademii Muzycznej w Bydgoszczy i w Akademii Muzycznej we Wrocławiu, 12 czerwca 2012 otrzymała tytuł profesora sztuk muzycznych.
Została zatrudniona na stanowisku adiunkta w Katedrze Dyrygentury na Wydziale Kompozycji, Dyrygentury, Teorii Muzyki i Muzykoterapii Akademii Muzycznej im. Karola Lipińskiego we Wrocławiu.
Jest profesorem w Katedrze Chóralistyki i Prowadzenia Zespołów na Wydziale Edukacji Muzycznej, Chóralistyki i Muzyki Kościelnej Akademii Muzycznej im. Karola Lipińskiego we Wrocławiu, a także członkiem rady w  Akademii Muzycznej im. Karola Lipińskiego we Wrocławiu.

## Odznaczenia i wyróżnienia
- Tytuł Zasłużony Działacz Kultury[3]
- Nagroda Rektora Akademii Rolniczej[3]
- Nagroda Rektora Akademii Muzycznej we Wrocławiu[3]
- Nagroda Rektora Uniwersytetu Wrocławskiego[3]
- Złoty Krzyż Zasługi (2011)[4]
- Brązowy Medal „Zasłużony Kulturze Gloria Artis” (2023)[5]